# Tannu-Ola

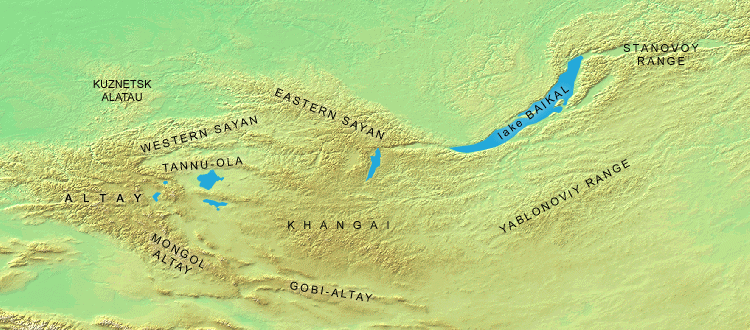

Dãy núi Tannu-Ola (tiếng Tuva: Таңды-Уула dãy núi Tangdy-Uula; tiếng Mông Cổ: Тагны уулс, Тagny Uuls) nằm ở miền nam Siberia, tại Cộng hòa Tuva thuộc Nga. Dãy núi trải dài theo chiều đông-tây và uốn quanh biên giới với Mông Cổ. Độ cao trung bình của các đỉnh là 8.200–8.850 feet (2.500–2.700 mét) so với mực nước biển, đỉnh cao nhất là 10.043 feet (3.061 mét) tại Sagly ở Tây Tannu-Ola
Sườn núi phía bắc là một phần của lưu vực sông Enisei, đối diện với phần tây của dãy núi Sayan. Phần cực đông đạt đến lưu vực của sông Selenge tại Mông Cổ. Vùng chân đồi ở sườn phía nam đi vào lãnh thổ Mông Cổ. Chúng tạo thành giới hạn phía bắc của thảo nguyên, trải dãi đến phía nam tới dãy núi Altay thuộc Mông Cổ và bao gồm hồ nước mặn Uvs Nuur. Phần cực tây nằm gần phần bắc dãy núi Altay tại Cộng hòa Altai của Nga.